# Frangepán Kristóf
Frangepán I. Kristóf (horvátul: Krsto I. Frankapan, Modrus, 1482 – Martijanec, 1527. szeptember 27.) a Frangepán családból származó horvát főnemes, hadvezér, Zengg, Veglia és Modrus grófja, horvát-dalmát-szlavón bán.

## Családja
Apja Frangepán Bernát, édesanyja Aragóniai Marzano Lujza, V. Alfonz aragóniai király unokája. Testvérei Beatrix, Mátyás törvénytelen fiának Corvin János horvát bánnak a felesége, valamint Ferdinánd, Matija (Mátyás), Ivan Franjo (János Ferenc), Marija Magdalena (Mária Magdolna), Elizabeta (Erzsébet), Eufrozina (Fruzsina), aki Dessewffy Ferenc felesége lett, és Katarina (Katalin). 1513-ban feleségül vette Apollonia Lang augsburgi nemesasszonyt, Matthäus Lang bíboros és salzburgi érsek nővérét, aki Julius Lodronnak, Bleiburg, Schwarzenbach és Guttenstein urának özvegye volt, és vele hozományul kapta Bohinj és Gorica grófságok bevételeit. Ő 1519-ben Milánóban meghalt. Második felesége Drágffy Anna, Kanizsay László özvegye volt. Gyermekei egyik feleségétől sem maradtak.

## Élete
Rendkívül nehéz történelmi helyzetbe született, melyet a törökkel vívott állandó harcok jellemeztek, apja is alig menekült el 1493-ban a vesztes korbávmezei csatából, melyben Derencsényi Imre bánnal együtt a horvát nemesség nagyrésze odaveszett. Attól kezdve állandó védekezésben és visszavonulásban volt. A törökök elérték Bakart és Grobnikot. Apjának (Ogulinban várat épített) és Kristóf püspöknek (Novi Vinodolskiba költözött) el kellett hagynia addigi székhelyét Modrust. Alattvalóik jelentős részét törökök rabszolgaságba vitték vagy megölték, mások Itáliába, vagy a szigetekre menekültek.
Kristóf ilyen körülmények között már kora ifjúságától katonának készült, 1505-től I. Miksa német-római császár katonai szolgálatában állt. A Velencei Köztársasággal vívott Cambrai-i liga háborúban (1508–23) kitüntette magát, Isztriában és Friuliban harcolt. 1509-ben elfoglalta Devint és Pazint a velenceiektől, és Raspo és Novigrad környékén harcolt. 1511-ben a Trieszt melletti Muggia vára elleni támadás során megsebesült az arcán.  A császár 1510-ben Novigradot és néhány postojnai birtokot adományozott neki, ezen kívül postojnai és krasi kapitánynak és birodalmi tanácsadónak nevezte ki. 1512/13-ban egy kis időt szülőföldjén töltött, és apjával megpróbálta visszaszerezni felmenői birtokait Krk szigetén. 1513 második felétől újra harcolt a velenceiek ellen, elfoglalta Monfalconét, Cividale del Friulit, Udinét és majdnem egész Friulit, de hamarosan újra elveszítette ezeket. 1514 júniusában Marano (Gradiška) támadása során elfogták, és Velencében a Dózse-palota La Torresella börtönében (ma fegyvergyűjtemény található benne) raboskodott 1519-ig. 1517-ben csatlakozott hozzá felesége. A börtönben tartózkodása alatt 1518-ban nyomtattatott ki német fordításban egy fametszetekkel díszített római breviáriumot, amelyben az egyik képen a Szűzanya képe alatt térdel feleségével, aki állítólag a breviárium szövegét németre fordította le. Ugyanebben az évben egy feliratot faragott a börtön ablakmélyedésének oldalába az ő és felesége nevével. Még reménykedett, hogy szabadon engedik, de 1519-ben a velenceiek átadták I. Ferenc francia királynak, aki egy V. Károly fogságában levő unokatestvérével akarta kicseréltetni, ezért Milánóban újra bebörtönözte, ahol Apollónia is csatlakozott hozzá.
A súlyos beteg Apollónia Milánóban halt meg 1519. szeptember 4-én.  Kristóf az Isztrián, Koper mellett temette el. 1519 október 17-én megvesztegetve a kasztellán két szolgáját sikerült megszöknie. November 5-én érkezett Postojnája, ahol hívei üdvrivalgással köszöntötték. Miután megszökött a börtönből, ismét a Habsburgok katonai szolgálatában állt. 1520-ban V. Károly császár udvarában volt, aki megerősítette számára az I. Miksától kapott birtokokat, és kinevezte Raspo és Kras kapitányának. Maranban (Gradiška) és a királyi udvarban élt, de V. Károly császár és Ferdinánd főherceg nem váltotta be egyes ígéreteit, így 1523-ban apja meghívására visszatért Horvátországba. Apjával hiába próbálta visszaszerezni azokat a családi birtokokat, amelyeket még 1469-ben Mátyás király vett el családjuktól (Zengg és mások). Beteg apja helyett 1523-ban Rómába ment, hogy megkérje VI. Hadrianus pápát, hogy segítsen Horvátországnak a törökök elleni harcban.  Ebből az alkalomból kinyomtatták a pápához címzett beszédének latin nyelvű szövegét.
1524 decemberében, amikor Horvátország a törökök állandó támadásainak volt kitéve, azon nemesek közé tartozott, akiknek Ferdinánd főherceg pénzt ígért a téli védekezésre. 1525 júniusában sikerült élelmet és fegyvereket szállítania a török ostrom alatt álló Jajca várába. Ennek a vállalkozásnak jelentős visszhangja volt a keresztények, de a törökök körében is. II. Lajos király a „Horvát, Dalmát és Szlavónia Királyság védelmezője” címet adományozta neki. Július 4-én a hatvani országgyűlésen az összegyűlt nemesség II. Lajos királytól követelte, hogy horvát-szlavón-dalmát bánná nevezze ki, de ezt végül nem fogadták el.  Hiába kérte azt is, hogy Zengg térjen vissza a családja birtokába. 1525. augusztus 9-én levelet írt VII. Kelemen pápának védelmet kérve apjának és önmagának ellenfeleitől, az államtanács tagjaitól. Ugyanezen év szeptemberében Horvátországba ment, ahol II. Lajos király engedélye nélkül 1526. január 25-re Kőrösbe összehívta a horvát szábort. Az ülésen azt javasolták, hogy Horvátország keressen másik uralkodót. Többen a Velencei Köztársaságra gondoltak, Kristóf pedig a Habsburgokat javasolta, akik egyedüliként segítettek a törökök elleni harcban, de nem született döntés.
1526 márciusában azzal a szándékkal hagyta el Horvátországot, hogy Ferdinánd főherceg szolgálatába álljon, de amikor felajánlották neki a I. Szulejmán szultán ellen toborzott hadsereg legfőbb parancsnoki posztját visszatért hazájába. Egy ötezer fős horvát sereggel szándékozott részt venni a katasztrófával végződött mohácsi csatában. Lajos királynak szóló felhívását, hogy ne kezdjen csatát, amíg meg nem érkezik a sereggel, nem fogadták el. A csata utáni napokban még Zágrábban várta hadainak gyülekezését, majd a sereggel a Dráva felé vonult, hogy megakadályozza a törökök átkelését a folyón. Átkelt a Dráván, majd néhány száz fős csapattal a török után ment, és portyázóikat többször megverte, majd Székesfehérvár megsegítésére indult. 
1526 őszén a kitört trónviszályban Ferdinánd főherceg felkérte, hogy legyen követe a horvát nemességgel való tárgyalásokra a horvát-magyar trónra való jogáról. Szeptember 23-án a kaproncai szábor „kormányzónak és legfőbb védelmezőnek” (nostro governatore et defensor generale) kiáltotta ki. Ezt követően okirataiban a „Szlavón Királyság és Pozsega vármegye védője és oltalmazója” titulust használta. Ekkor még nem állt ki sem Ferdinánd főherceg, sem Szapolyai János mellé. A Dráva és a Duna közötti magyar megyék meghívására megvédte területüket, de nem tett eleget Mária királyné meghívásának az októberben a a Pozsony melletti Hainburgban Ferdinánd főherceggel megtartott nemesi találkozóra vonatkozó meghívásnak. Számos forrás, elsősorban az események résztvevőitől származó levelek tanúskodnak arról, hogy hosszan és megfontoltan mérlegelt, kihez csatlakozzon a végső döntés meghozatala előtt. Végül Szapolyai mellé állt, aki a horvát-szlavón-dalmát báni, a Dráva-Duna közi Magyarország főkapitányi és a vránai priori tisztségekkel jutalmazta meg, egyúttal visszaadta Zengget és más, 1469-ben elvesztett birtokokat, valamint megerősítette Bihács birtokában is. Részt vett a november 10-én Székesfehérváron megtartott királyválasztásban.  A december 18-án összeült szlavón száboron már új bánként mutatta be magát és Szlavónia nemességét is Szapolyai mellé állította. 1527 január 6-án a dubravai horvát szábor Szapolyait királlyá választotta, míg a horvátországi nemesség másik része ugyanezen év január 1-jén Cetinában I. Ferdinándot választotta meg. A két fél közötti ellentét végül júliusban fegyveres harccá fokozódott. Frangepán Kristóf seregét Karlovics János és Batthyány Ferenc bán Ferdinánd-párti serege ellen vezette. 1527. szeptember 26-án Varasd mellett egy ágyúgolyótól súlyosan megsebesült,  és másnap a Ludbreg melletti Martijanec kastélyában meghalt. Modrusban helyezték örök nyugalomra. 

## Emlékezete
Élete és munkássága, a legfontosabb horvát történelmi személyiségek közé emeli, melyet történészek és két író is feldolgoztak. Henry Thode (1857-1920) osztrák művészettörténész a Der Ring der Frangipani (Frangepán gyűrűje) és Milutin Cihlar Nehajev író (1880 – 1931) a Vuci című regényben dolgozta fel életét. 
Thode irodalmi alkotása nem a puszta képzelet szüleménye. A regény gerincét a bátor Frangepán Kristófnak a velencei Dózsepalota börtönébe való bebörtönzése, valamint a Frangepán Kristóf és felesége, Apollonia Lang közötti, halálig tartó szerelem ihlette, keletkezésének okát mégis egy véletlen adta. A szerző 1892. január 8-án, a Prate melletti, Pordenone közelében a Kaštelet nevű területen talált egy gyűrűt, melybe a „S drage volje tvoja” (Kedves akaratoddal) felirat volt bevésve. Ezt a gyűrűt a felesége Wellenburgi Apollonia Lang adományozta Kristófnak esküvőjük alkalmából, Kristóf pedig 1514. február 15-én az Udinéből Osopába vezető úton dúló, a velenceikekkel vívott a harcban, miközben lovát kilőtték alóla elvesztette. Thode-ot a váratlan lelet arra ösztönözte, hogy érdeklődjön azok iránt, akikhez tartozik. Így jutott el a Kristóf és Apollónia közötti házassághoz és szerelemhez, és megpróbálta feltárni az életüket, majd annak alapján felkutatta a történelmi tényeket és írt egy regényt, amelyben Kristóf és Apollónia karakterét, hős férfiként, illetve a hűséges, szenvedő feleségként alakította ki. A mű Frankfurtban jelent meg 1895-ben.
A zenggi Milutin Cihlar Nehajev a Vuci című történelmi regényben, mely négyszáz évvel Frangepan halála után, 1928-ban jelent meg dolgozta fel Frangepán Kristóf alakját azokon az eseményeken keresztül, melyeket a velenceiek elleni harcokban, majd a fogságban és a tragikusan végződő szerelemben átélt. Mindezt a horvát történelem egyik legbonyolultabb időszakában, amikor az ország uralkodója elesett az 1526-os mohácsi csatában, és amikor szövetségeket fontolgat új királyi házakkal, amely végül a számára tragikus végű belháborúhoz vezetett.